# Heinz-Helmut Wehling
Heinz-Helmut Wehling (n. 8 septembrie 1950, Bad Frankenhausen, Republica Democrată Germană, Germania) este un luptător ce a reprezentat Republica Democrată Germană, medaliat olimpic. A participat la 2 ediții ale Jocurilor Olimpice (1972, 1976) în care a câștigat o medalie de argint și o medalie de bronz.